# 上村映雄
上村映雄（うえむら てるお、1929年2月22日-　2012年10月11日）は、曹洞宗の僧侶、児童教育者。
東京府（現東京都中野区）曹洞宗保善寺に生まれる。1951年駒澤大学文学部仏教学科卒、中野区立桃丘小学校教諭等をへて鶴見大学女子短期大学部教授、同附属三松幼稚園園長。1985年退職。保善寺住職、学校法人保善寺学園理事長、ほぜんじ幼稚園園長、社団法人日本仏教保育協会理事長、仏教文化講座主宰。

## 著書
- 『年中行事演出法 保育を豊かにする』ひかりのくに 実用保育選書 1975
- 『学級経営12か月 毎日の保育に役立つ』チャイルド本社 1978
- 『幼児に聞かせる行事のおはなし』すずき出版 ひまわり文庫 1981
- 『絵本文庫の作り方』すずき出版 ひまわり文庫 1983
- 『きえないあかり ほか6話』矢野功え 国書刊行会 母と子の仏教童話 1987
- 『金のハクチョウ ほか6話』矢野功え 国書刊行会 母と子の仏教童話 1987
- 『サルとお月さま ほか6話』矢野功え 国書刊行会 母と子の仏教童話 1987
- 『空をとんだカメ ほか6話』矢野功え 国書刊行会 母と子の仏教童話 1987
- 『ネズミとネコ ほか6話』矢野功え 国書刊行会 母と子の仏教童話　1987
- 『園行事ひとくち童話 園児に聞かせる3分間のお話』ひかりのくに 1995
- 『行事のおはなし』鈴木出版 2000

### 共著編
- 『幼稚園児の指導をめぐる問題事例 こんなときどうするか』辰見敏夫共編 学陽書房 1974
- 『三松幼稚園の教育』編 総持学園鶴見大学女子短期大学付属三松幼稚園 1977
- 『仏教保育365日』山内昭道,松樹素道共編著 ひかりのくに 1977
- 『教育実習 理論と実践事例集』編著 圭文社 1982
- 『保育を豊かにする教材・教具 幼児のための新しい総合資料』編著 ひかりのくに 1983
- 『子供の心を育てよう 入門仏教保育』共編 鈴木出版 ぶっぽ文庫 1984
- 『仏教ものしり事典 子どもの疑問に答える』無着成恭共編著 チャイルド本社 1986
- 『仏教保育なるほど12か月 仏教保育資料集』日本仏教保育協会監修 荻野順雄共編著 ひかりのくに 2008